# Astragalus carmanicus
Astragalus carmanicus är en ärtväxtart som beskrevs av Joseph Friedrich Nicolaus Bornmüller. Astragalus carmanicus ingår i släktet vedlar, och familjen ärtväxter. Inga underarter finns listade i Catalogue of Life.